# Вама (Ясси)
Вама (рум. Vama) — село у повіті Ясси в Румунії. Входить до складу комуни Попешть.
Село розташоване на відстані 310 км на північ від Бухареста, 26 км на захід від Ясс.

## Населення
За даними перепису населення 2002 року у селі проживали 118 осіб, з них 117 осіб (99,2%) румунів. Усі жителі села рідною мовою назвали румунську.